# Der heilige Berg (1926)
Der heilige Berg ist ein deutscher Bergfilm, den Arnold Fanck 1926 mit Leni Riefenstahl, Luis Trenker und Ernst Petersen in den Hauptrollen für die Kulturabteilung der Universum Film AG (UFA) in seiner Gesellschaft Berg- und Sport-Film G.m.b.H. realisierte. Drehbuch und Schnitt lagen ebenfalls in seinen Händen. Zieht man in Betracht, dass er auch noch an der Kamera stand, würde man nach heutigen Maßstäben von einem Autorenfilm sprechen.

## Handlung
Tänzerin Diotima, die eins mit der Natur an der wogenden See zu den brechenden Wellen tanzt, um ihre Gefühle auszudrücken, zieht es in die Berge. Zwei Freunde, der junge Vigo und der ältere Karl, beide begeisterte Bergsteiger, verlieben sich nach dem Besuch einer Vorstellung in sie. Karl ist von Diotimas Darbietung so ergriffen, dass er sich aufmacht, um in den Bergen Herr seiner Empfindungen zu werden. Inzwischen aber trifft Vigo sich mit Diotima und kann sie für sich gewinnen. Als Karl gewahr wird, wie sie Vigo ganz unbefangen liebkost, ziehen drohende Gewitterwolken über der Freundschaft der beiden Männer auf.
Bei einer Klettertour in den Bergen geraten sie in Streit. Vigo stürzt über einen Felsvorsprung, Karl kann ihn gerade noch festhalten, aber nicht mehr hochziehen. Ein Schneesturm zieht heran, und der ältere Freund sieht in einer Halluzination, wie er und Diotima in einem Eispalast vor den Traualtar treten. Er will auf sie zugehen, stürzt dabei aber tatsächlich nicht nur den Freund, sondern auch sich selbst in den Tod. Die Rettungsmannschaft, die Diotima nach ihnen aussendet, kommt zu spät.

## Produktion, Hintergrund, Veröffentlichung

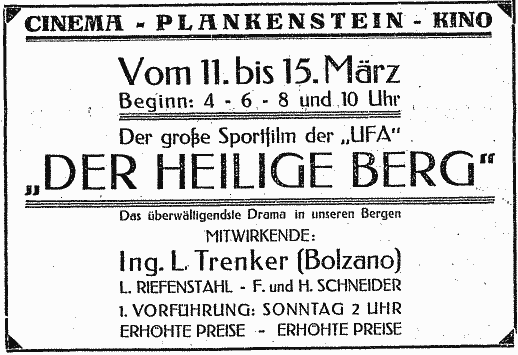
Filmankündigung des Meraner Plankenstein-Kinos im März 1928 (Alpenzeitung)

Die Dreharbeiten dauerten etwa eineinhalb Jahre; die Außenaufnahmen fanden 1925 in den Schweizer Alpen (im Engadin, im Berner Oberland, am Aletschgletscher in der Lenzerheide) statt. Einzelne Szenen wurdern aus Zermatt (mit Matterhorn) und den Dolomiten eingestreut (als "heiliger Berg" wird der Langkofel dargestellt). Die Studioszenen entstanden in den Hallen der Filmwerke Staaken in Berlin.
Vier Wochen brauchte Filmarchitekt Leopold Blonder, um den 16 Meter hohen „Eispalast“ zu errichten. Als sich die Dreharbeiten verzögerten und die Temperatur anstieg, drohte er zu schmelzen und musste neu aufgebaut werden, als das Wetter wieder kalt genug war.
Die Außenaufnahmen in den Schweizer Alpen wurden von Sepp Allgeier, Albert Benitz, Hans Schneeberger und Fanck selbst fotografiert, Kameramann bei den Studioaufnahmen in Berlin war Helmar Lerski. Die Bauten für den Film schuf Leopold Blonder.
Fanck, promovierter Geologe und Skilehrer, gilt als der Begründer der „Freiburger Kameraschule“, er erweiterte den Ski- und Bergsteigerfilm zur eigenen Gattung des Naturspielfilms, und besonders des Bergdramas in Deutschland.
Leni Riefenstahl hatte als Tänzerin der Mary-Wigman-Schule bereits 1925 in dem stummen Dokumentarfilm Wege zu Kraft und Schönheit mitgewirkt; in Der heilige Berg tanzte sie als Diotima Ausschnitte aus ihrem Tanzzyklus „Die drei Tänze des Eros“ und adaptierte dazu die Choreographie. Ihren Memoiren zufolge hat Fanck das Konzept zum Drehbuch Mitte 1924 in drei Nächten für sie geschrieben.
Der Filmprüfstelle in Berlin wurde der Film am 7. Oktober 1926 zur Zensur vorgelegt und unter der Nummer B.13831 für  „jugendfrei“ befunden. Die Uraufführung fand am 17. Dezember 1926 im Ufa-Palast am Zoo in Berlin statt, dem damals mit 2000 Plätzen größten Lichtspieltheater der Stadt. Die Musik zur Uraufführung komponierte Edmund Meisel, der erst kurz zuvor mit seiner Filmmusik zur deutschen Aufführung von Sergej Michailowitsch Eisensteins Bronenosez Potjomkin einem breiteren Publikum bekannt geworden war.
Der heilige Berg lief im Verleih der Parufamet GmbH Berlin europaweit in Frankreich, Spanien, Portugal und Griechenland, aber auch in Übersee, in Japan und den USA, mit großem Erfolg. In Amerika hatte er am 28. November 1927 in New York unter dem Titel The holy Mountain, alternativ The Sacred Mountain Premiere; in Brasilien lief er als Monte Sagrado, nur in Dänemark wich der Titel mit Die moderne Eva vom ursprünglichen Titel ab.

## Rezeption
Über den Film wurde umfangreich publiziert, unter anderem von bzw. in:
- Leopold Blonder: Der heilige Berg. In: Die Filmwoche Nr. 31, 1926, S. 736.
- (o.A.): La montagne sacrée. In: Le Film Complêt du Dimanche  №. 476, 11. März 1928.
- (o.A.): Leni Riefenstahl. In: Film-Kurier vom 27. Juli 1926.
- (o.A.): Leni Riefenstahl – Der heilige Berg. In: Filmwoche Nr. 51 vom 15. Dezember 1926, S. 1.
- (o.A.): Die Uraufführung des Heiligen Bergs. In: Lichtbildbühne Nr. 300 vom 17. Dezember 1926.
- John Schikowski: Der Filmtanz. In: Vorwärts vom 21. Dezember 1926.
- Riefenstahl, Leni: Tanz zum Heiligen Berg. In: Filmwoche Nr. 53 vom 31. Dezember 1926, S. 9.
- Siegfried Kracauer: Der heilige Berg. In: Frankfurter Zeitung Nr. 168 vom  4. März 1927.

Jürgen Dietrich führte am 24. Juni 2006 aus: „‚Der heilige Berg‘ ist ein Drama um Liebe und Freundschaft, ein gewaltiges Spektakel um Wolkentürme, Gletscherspalten, Schattenfiguren und Meeresklippen. Um ‚den Menschenblick‘ tief in ‚die ungeheure Welt der Ungeheuer hineinzuwerfen‘ (Béla Balázs, 1931), ist der Film mit modernster Kameratechnik an Originalschauplätzen inmitten von Eis und Schnee gedreht. Die Filme von Arnold Fanck bedienen mit ihren stimmungsvollen Gegenlichtaufnahmen, einer eigenwilligen Montage und durch die akrobatischen Darbietungen der Schauspieler und Sportler das Bedürfnis des Kinopublikums nach Unterhaltung ebenso wie Lust am Schauen und Schaudern. Die Bergfilme waren eines der populärsten Genres des Weimarer Kinos.“
Oskar Kalbus schreibt auf S. 91–92 im I. Teil seines Werkes Vom Werden deutscher Filmkunst: Der stumme Film: „Weihnachten 1926 überrascht Fanck Fachwelt und Kinofreunde mit dem Film Der Heilige Berg. Die Natur steht hier nicht mehr mutterseelenallein im Mittelpunkt allen Geschehens. Wieder etwas Neues: die Natur ist nur noch Ausgangspunkt, nur noch Kulisse und Material für ein romantisches Drama, das sich in ihr abspielt. Mit diesem Stil ist Fanck noch über sich hinausgewachsen. Die männlichen Schauspieler in diesem Film sind nicht etwa Filmstars von Beruf, sondern Männer der Berge und des Lebens, Bergsteiger, die ihre Kunst noch ohne Puder und Schminke ausüben: der rauhe Luis Trenker, der kühne Hannes Schneider, der knabenhafte Ernst Petersen und die genialen Kameramänner Hans Schneeberger und Sepp Allgeier. Zwischen diesen herrlichen Männern steht eine für die Kinoleinwand neue Frau: die junge Tänzerin Leni Riefenstahl, ein beinahe unwahrscheinlich zartes, von feinsten Rhythmen beseeltes Geschöpf, keineswegs nur Tänzerin, sondern auch Schauspielerin, die viel natürliche Innerlichkeit mitbringt …“
„Die ungewöhnlichen Anstrengungen und Strapazen, die hohen Anforderungen an die körperliche Leistungsfähigkeit, die ständigen Gefahren, die weiten Reisen und die überwiegenden Außenaufnahmen, die stets von äußeren, nicht zu beeinflussenden Umständen abhingen, die ungeheuere Verantwortung seinen Mitarbeitern gegenüber und die zeitraubende Sorgfalt, mit der Fanck seine Filme gedreht und geschnitten hat, bedingten eine jedesmalige Arbeitszeit von ein bis zwei Jahren pro Film.“ (Vgl. Zglinicki, S. 602)
„In der Zeit nach dem Ersten Weltkrieg etablierte sich das Genre des Bergfilms, das ‘die Heimat, die stilisierte Ästhetik und die Schönheit des Menschen’ in den Vordergrund rückte. Die Filme entsprachen ‚dem aus vielen psychologischen Facetten bestehenden Zeitgeist der Zwischenkriegszeit‘ […]“ (‘Marco’, 9. August 2009).
Ines Walk führte in ihrem Werk Arnold Fanck – Revolutionär des Bergfilms aus: „Im Spannungsfeld zwischen Moderne und Romantik angesiedelt, gilt der deutsche Bergfilm vielen Kritikern als präfaschistisch, als Vorläufer der ‚Blut- und Boden-Filme‘ des Dritten Reiches, als ‚ur-deutsch‘. Schon die damalige Kritik bemängelt die ‚aufdringliche Propaganda für Höhenmenschentum und Edelblond‘ …“
Siegfried Kracauer befand in der Frankfurter Zeitung, Nr. 168 vom 4. März 1927: „Dieser von Dr. Arnold Fanck in anderthalb Jahren geschaffene Film ist eine gigantische Komposition aus Körperkultur-Phantasien, Sonnentrottelei und kosmischem Geschwöge. Selbst der abgehärtete Routinier, den die alltäglichen Gefühlsfaseleien nicht mehr berühren, findet sich hier aus seinem Gleichgewicht gebracht. Es gibt vielleicht in Deutschland hie und da kleine Jugendgruppen, die dem, was sie in Bausch und Bogen Mechanisierung heißen, durch eine verrannte Naturschwelgerei, durch eine panikartige Flucht in das Nebelgebräu der vagen Sentimentalität zu begegnen trachten. Als Ausdruck ihrer Art, nicht zu existieren, ist der Film eine Spitzenleistung.“
Über die damals als avantgardistisch empfundene Musik von Edmund Meisel zum Film Der heilige Berg schrieb die Fachzeitschrift Die Lichtbild-Bühne, Nr. 13 am 15. Januar 1927: „Nach wiederholtem Anhören der Musik stellt sich ihr Wert und ihre Originalität immer klarer in den Vordergrund. Die für konservative Seelen nicht immer gleich verständlichen Mittel der Instrumentation sind hier, wie eben bei jedem künstlerisch wertvollen Werk identisch mit den melodischen Mitteln, doch auch diese letzteren dürfen nicht mit dem Maßstab des Angenehmen bewertet werden.“
Der Kulturkanal Arte strahlte den Film am 24. November 2006 um Mitternacht im deutschen Fernsehen in einer aus einer viragierten Kopie im Bundesarchiv-Filmarchiv Berlin und einer schwarz-weißen der Fondazione Cineteca Italiana, Mailand in Zusammenarbeit mit der Friedrich-Wilhelm-Murnau-Stiftung wieder hergestellten Fassung aus.
Unter demselben Titel Der Heilige Berg – Montana Sacra –  entstand 1973 ein Film des chilenischen Regisseurs, Schauspielers und Autors Alejandro Jodorowsky. Dessen Mystizismus hat allerdings mit demjenigen Fancks wenig gemein.